# Папуга андійський
Папуга андійський (Leptosittaca branickii) — вид папугоподібних птахів родини папугових (Psittacidae). Поширений в Південній Америці.

## Поширення
Мешкає в Андах. Трапляється у Колумбії (обидва схили центральних Анд, південна основа східних Анд і один запис із Серро-Мунчіке, департамент Каука, у західних Андах), Еквадорі (ізольовані масиви на крайній півночі та півдні, але лише на півдні на головних хребтах Анд) і Перу (Кордильєра-де-Колан і східний схил Анд, з одним записом на західному схилі Центральних Кордильєр в Ла-Лібертад). Мешкає в помірних хмарих лісах та ельфійських лісах на висоті 2400-3400 м, іноді спостерігається на висоті 1400—1800 м або на висоті 3600 м, у районах, де є дерева.

## Опис
Доросла особина має розмір близько 35 см. Основне зелене оперення, світліше в черевній частині, має золотисто-жовту мітку від восковиці до потилиці, яка проходить через око, і червонувату смугу внизу грудей; червонуватий колір також з'являється в підкрилку і в нижній частині хвоста. Має світле навколоочне кільце, помаранчеву райдужку і сіруватий дзьоб, як і ноги. Не має статевого диморфізму .